# Guillem Capó Mayol 'Serol'
Guillem Capó Mayol, més conegut com a 'Serol' (Sa Pobla, 1942 - Palma, 10 de febrer de 2018) va ser un promotor cultural i directiu esportiu balear.
Es va iniciar al món 'santantonier' a l'edat de disset anys, quan va formar part dels caparrots iniciant-se en els peculiars passos de la dansa de la tradicional cançó "jo i un pastor". Al cap d'uns anys va passar a ser el 'cap' dels caparrots, interpretant l'emblemàtica figura de Groucho Marx. Després d'una trajectòria de vint-i-tres anys en la formació, va fundar l'agrupació de ball folklòric "Ballada Poblera", un nom triat per l'excronista Alexandre Ballester Moragues. Durant anys passejà l'estendard de l'agrupació per tot Mallorca i en moltes comunitats de la península Ibèrica. En els darrers anys va exercir com a professor de ball de l'esmentada agrupació. En els seus temps mossos va pertànyer a la "Penya els Rebels", penya de joves que assistien a tots els partits que disputava la Unió Esportiva Poblera en la seva època de camp Sa Fortalesa. Durant quaranta anys fou directiu d'aquest Club de futbol.
Reconeixent la seva implicació amb el món de la cultura i l'esport poblers, l'any 2016 fou elegit clamater de les Festes de Sant Antoni de Sa Pobla.
El febrer del 2018 va morir després d'una greu malaltia que no va poder superar, durant la qual fou intervingut quirúrgicament i ingressat a l'Hospital Universitari Son Espases de Palma.